# Ерастов, Иван Родионович
Ива́н Родио́нович Ера́стов (Велько́в) (до 1617 — после 1677) — русский землепроходец и мореход. Открыл реку Алазею, первый из русских встретился с чукчами.

## Биография
Точная дата рождения неизвестна, ориентировочно до 1617 года. В документах упоминается как «сын боярский».
Весной 1637 года находился в отряде атамана П. И. Губаря, разведывавшего «новые землицы» на реке Яне. Атаман послал его со служилыми людьми вверх по реке Одучая (Адыча), правому притоку Яны, для сбора ясака с местных якутов. Ерастов первым из русских проник на Янское плоскогорье.
В 1638 году, находясь в отряде «енисейского служилого человека» Посника Иванова, Ерастов со своим отрядом в 30 человек прошёл сухим путём из Якутска на Яну, где с боем собирал ясак с якутов. В 1639 году принимает участие в походе на юкагиров. Построив на реке Индигирке выше Уяндины острожек, Ерастов ходил на стругах в верховье Индигирки для сбора ясака. В 1640—1641 годах неоднократно воевал с юкагирами, в одном из боев был ранен.
Первым из русских людей побывал на реке Алазее, где познакомился с «оленными чукчами» (сами себя они называли «чавчу»), став, таким образом, первым из русских, вошедших в контакт с чукчами. В 1642 году, отправив собранный ясак по Алазее с частью казаков, сам Ерастов с остальными казаками двинулся дальше, в верховья реки. Летом 1643 года морем вернулся в острог, привезя с собой богатую дань пушниной. В 1646 году собрал сведения о новой земле на реке Покаче, впадающей в Олюторский залив Берингова моря. Вернулся с Колымы морем и затем прошёл вверх по реке Лене в Якутск.
Из Якутска вместе с Семёном Дежнёвым был послан в Москву с соболиною казной. В Москву Ерастов и Дежнёв прибыли предположительно в 1664 году. Сохранилась челобитная Ерастова и его товарищей, енисейских казаков Ф. Чюкичева, Т. Алексеева и А. Стефанова, царю Михаилу Фёдоровичу, в которой он описывает свои мытарства по добыванию «государевой казны» и просит пожаловать их «царским денежным и хлебным заслуженным жалованьем и послугою». В 1666 году вернулся в Якутск. Последнее известие от него было получено в 1667 году с Чечуйского волока.